# Rondizzoni (station)
Rondizzoni är en tunnelbanestation i tunnelbanesystemet Metro de Santiago i Santiago, Chile. Nästföljande station i riktning mot Vespucio Norte är Parque O'Higgins och i riktning mot La Cisterna är Franklin.